# Le Monde pour rire
Le Monde pour rire est un hebdomadaire satirique français illustré de caricatures et publié entre le 7 mars 1868 et le 15 octobre 1871.

## Histoire
Le Monde pour rire a pour propriétaire et directeur-gérant Alfred Paz (frère d'Eugène Paz), banquier et futur directeur du Petit Moniteur financier, qui signe aussi quelques articles de son pseudonyme, « Gaston Zap ». Cofondateurs de cet hebdomadaire aux côtés de Paz, Charles Virmaître et Élie Frébault sont chargés de la rédaction.
Si les premières caricatures du Monde pour rire sont dues à Oulevay, c'est le jeune Achille Lemot qui devient bientôt le dessinateur le plus fréquent du magazine. L'une de ses charges, publiée le 9 octobre 1869, lui vaut d'affronter en duel le journaliste Aurélien Scholl.
La parution s'interrompt pendant la Guerre franco-allemande, le 23 août 1870. Elle reprend, pour quelques numéros seulement, du 3 septembre au 15 octobre 1871.
Entre novembre 1874 et janvier 1875, plusieurs dessins du Monde pour rire ont été réutilisés par La Fronde de George Petilleau.

## Galerie

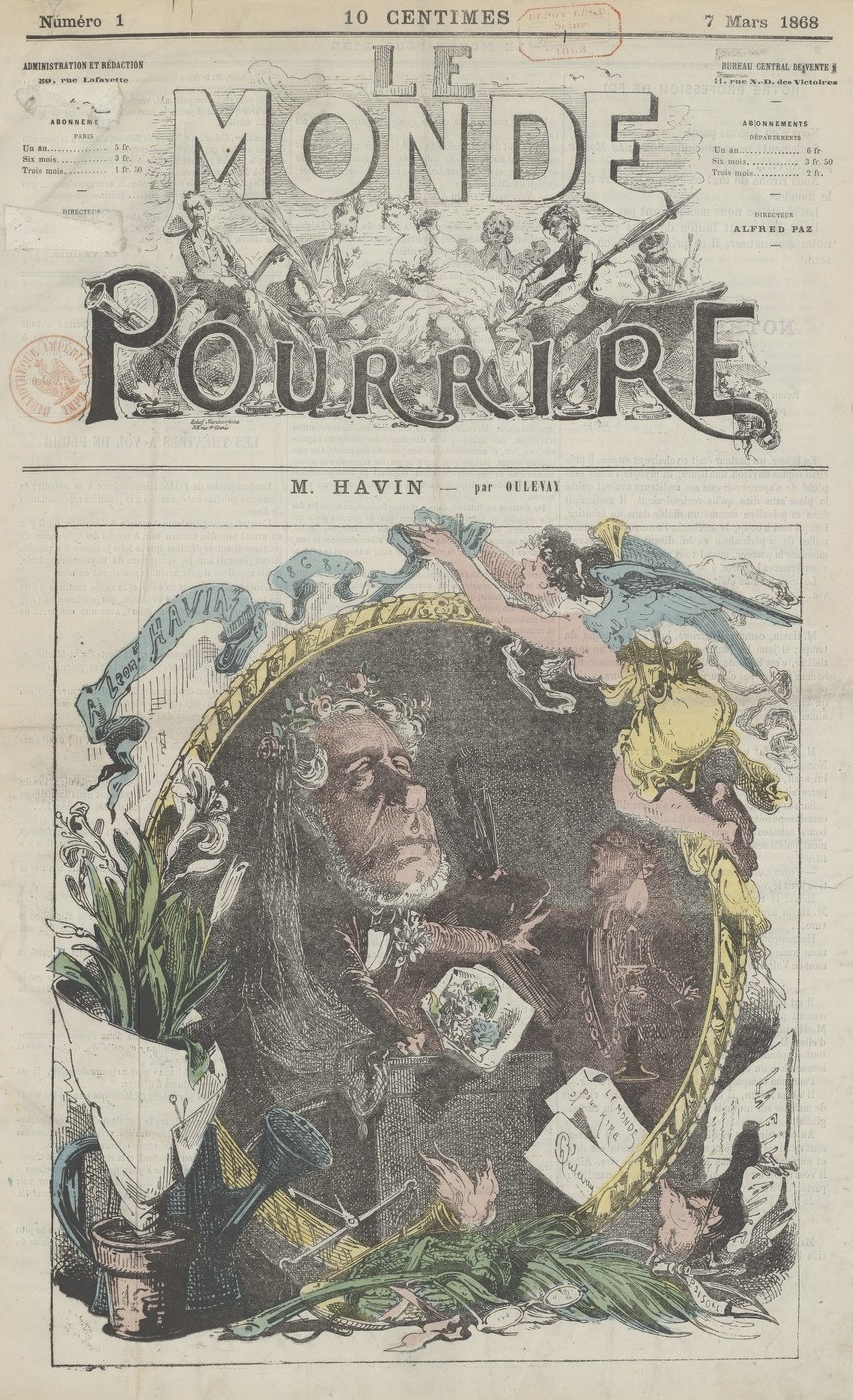
Léonor-Joseph Havin, par Oulevay (7 mars 1868).
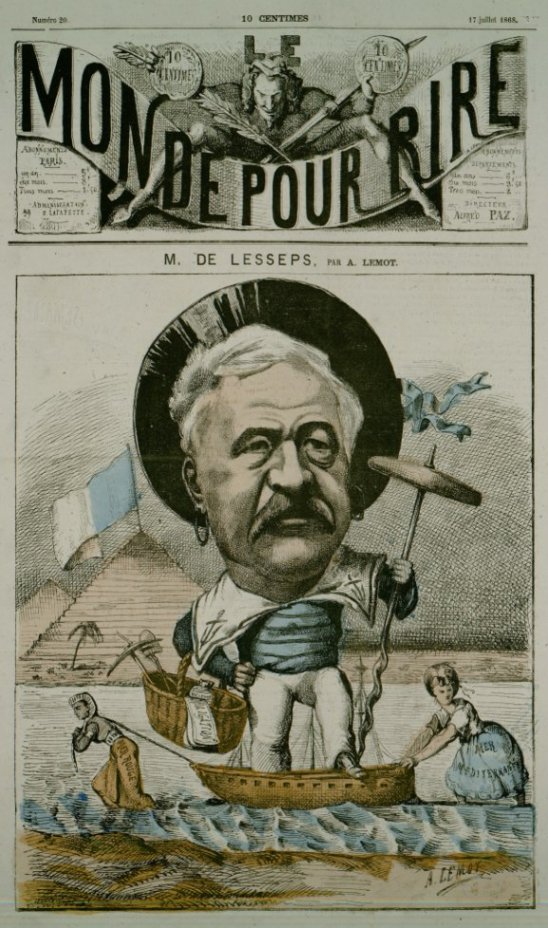
Ferdinand de Lesseps, par Lemot (17 juillet 1868).
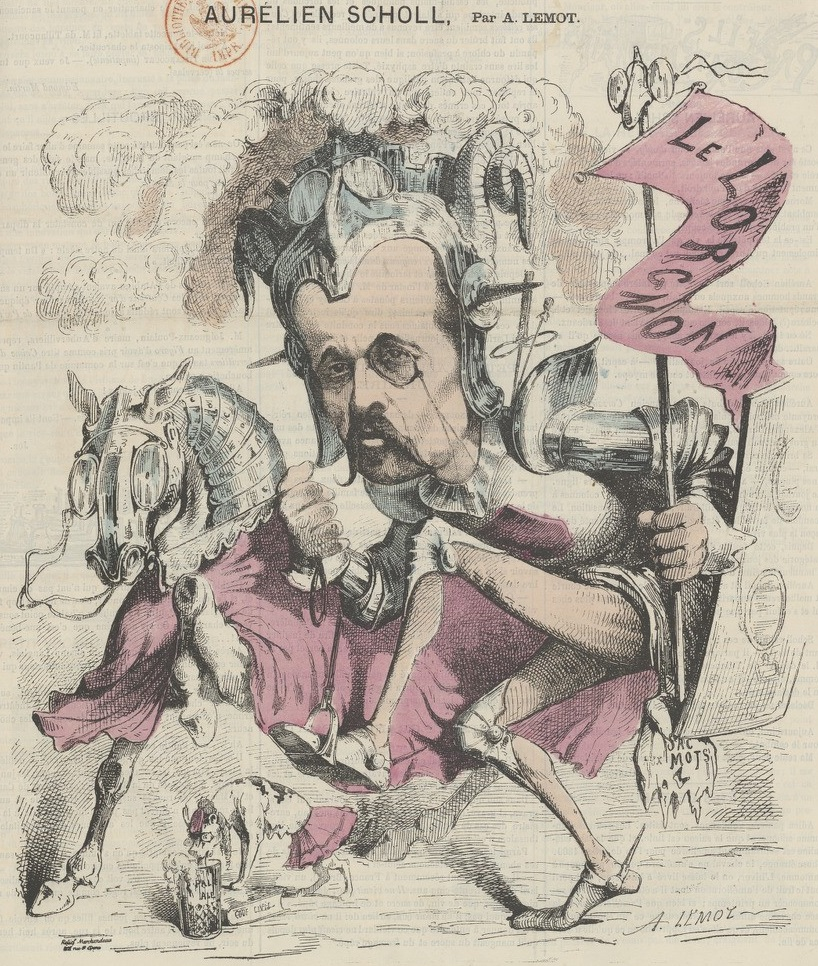
Aurélien Scholl, par Lemot (9 octobre 1869).
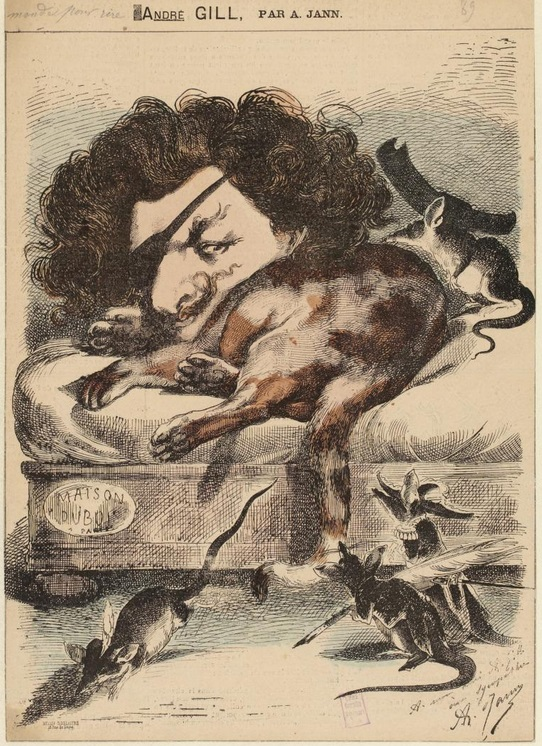
André Gill, par A. Jann (13 novembre 1869).
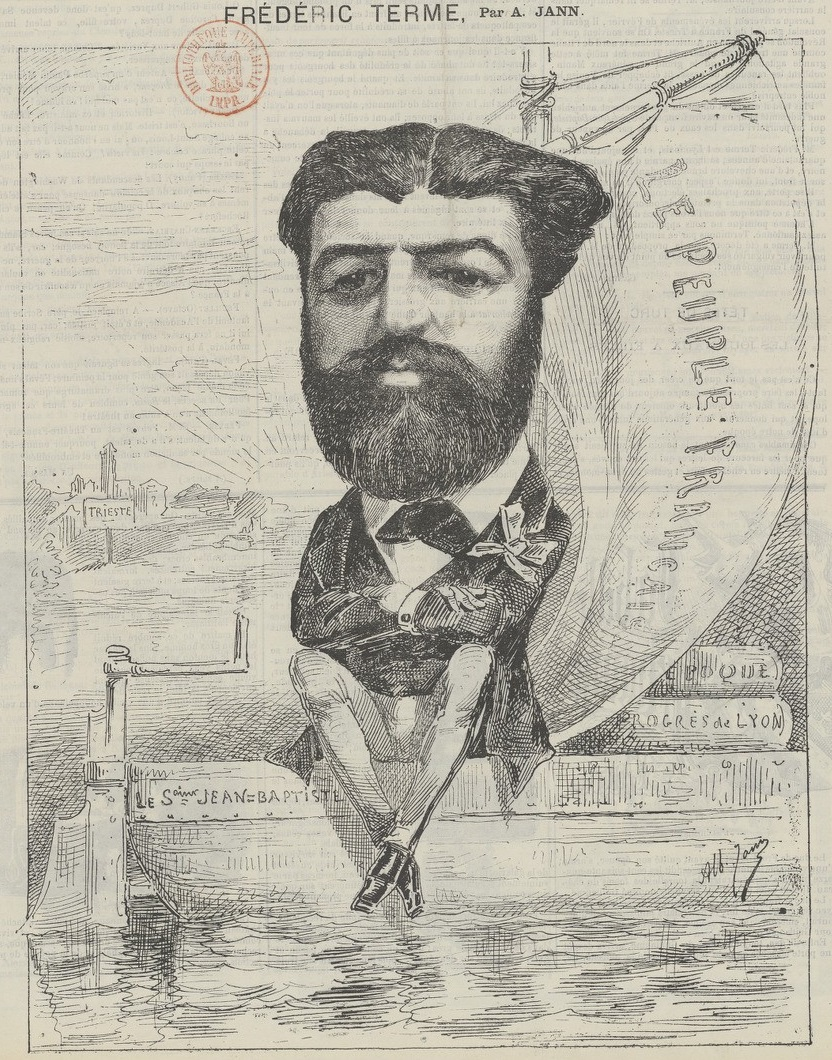
Frédérick Terme, par A. Jann (27 novembre 1869).
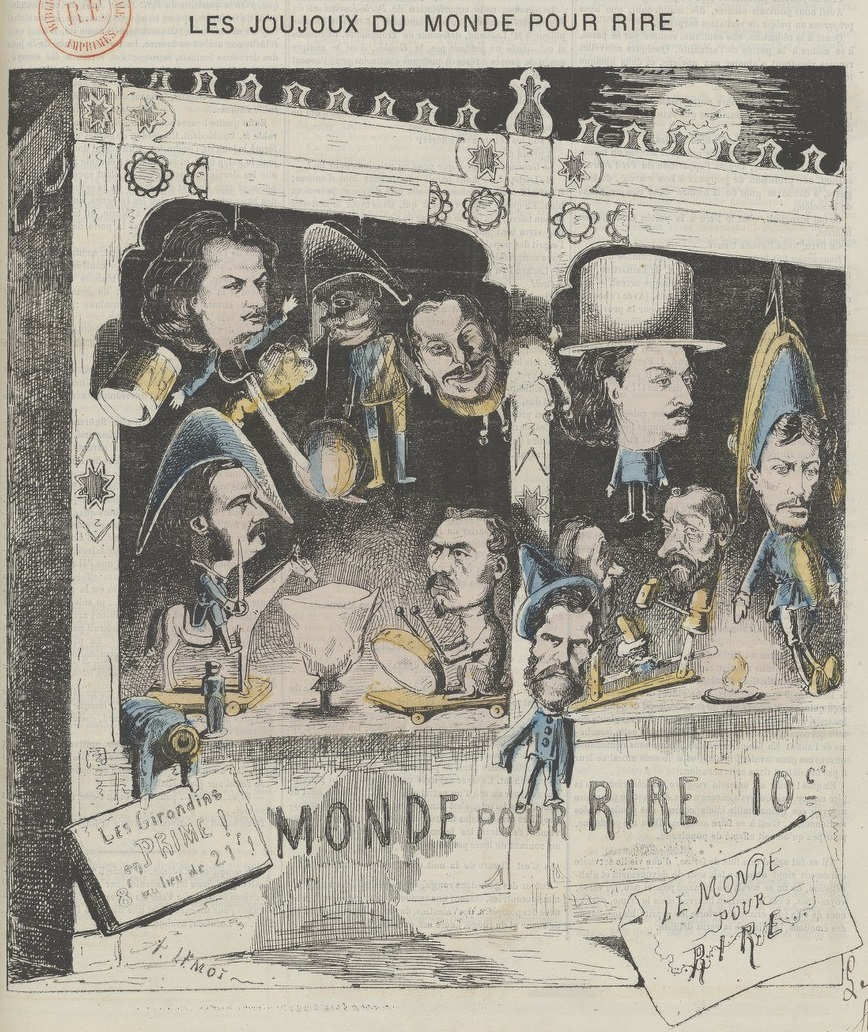
Les collaborateurs du Monde pour rire, par Lemot (8 janvier 1870).
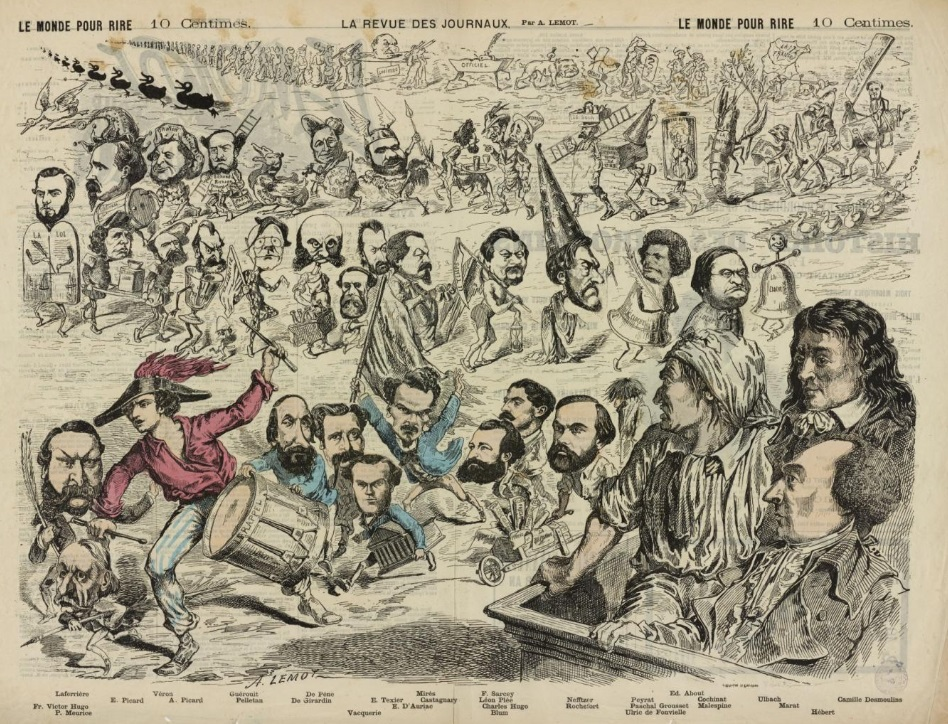
« La revue des journaux », par Lemot (29 janvier 1870).
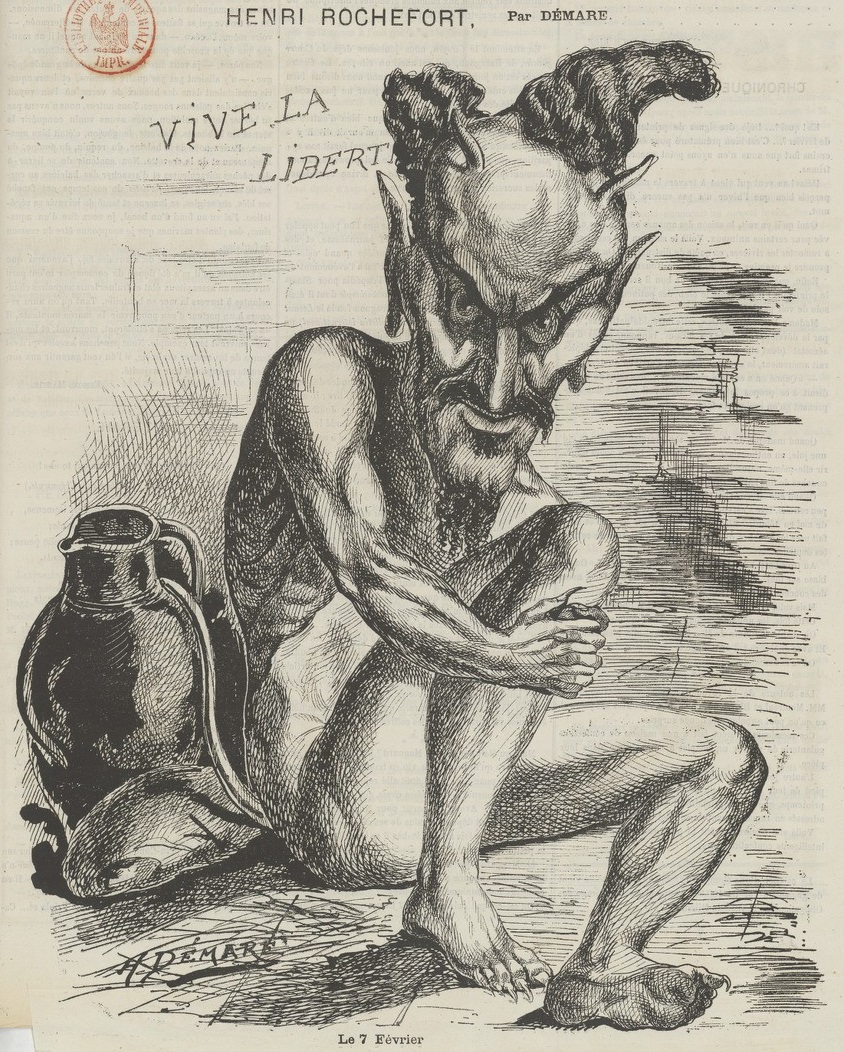
Henri Rochefort, par Demare (9 février 1870).
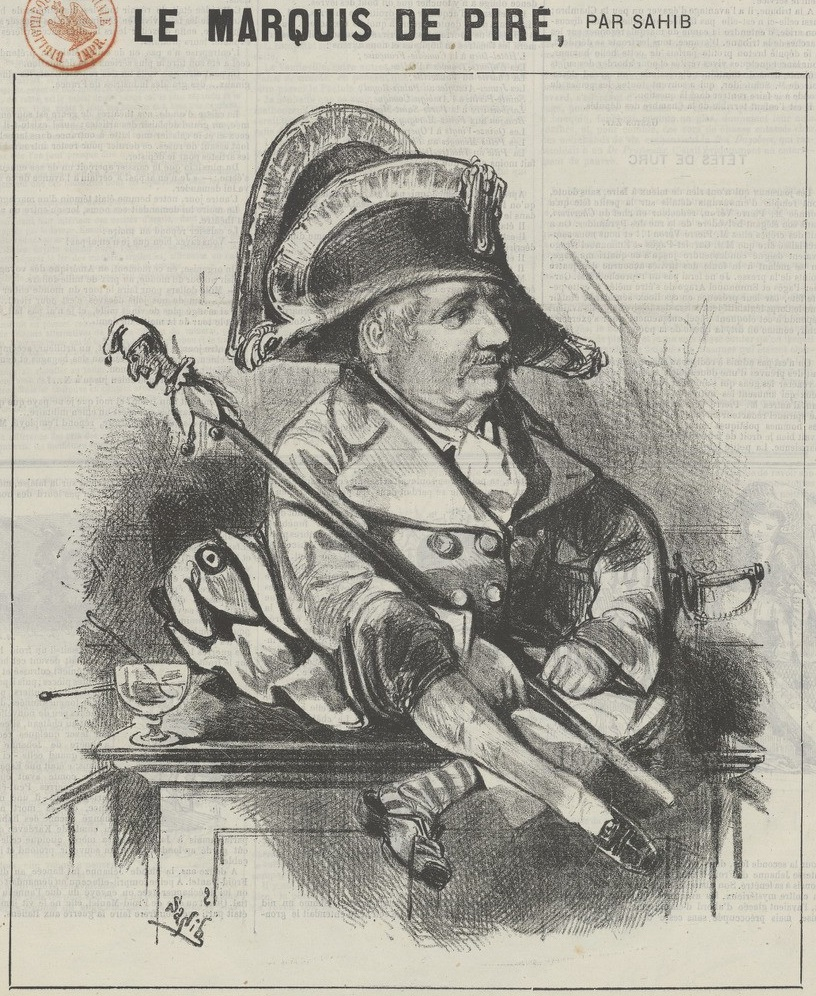
Le marquis de Piré, par Sahib (5 mars 1870).
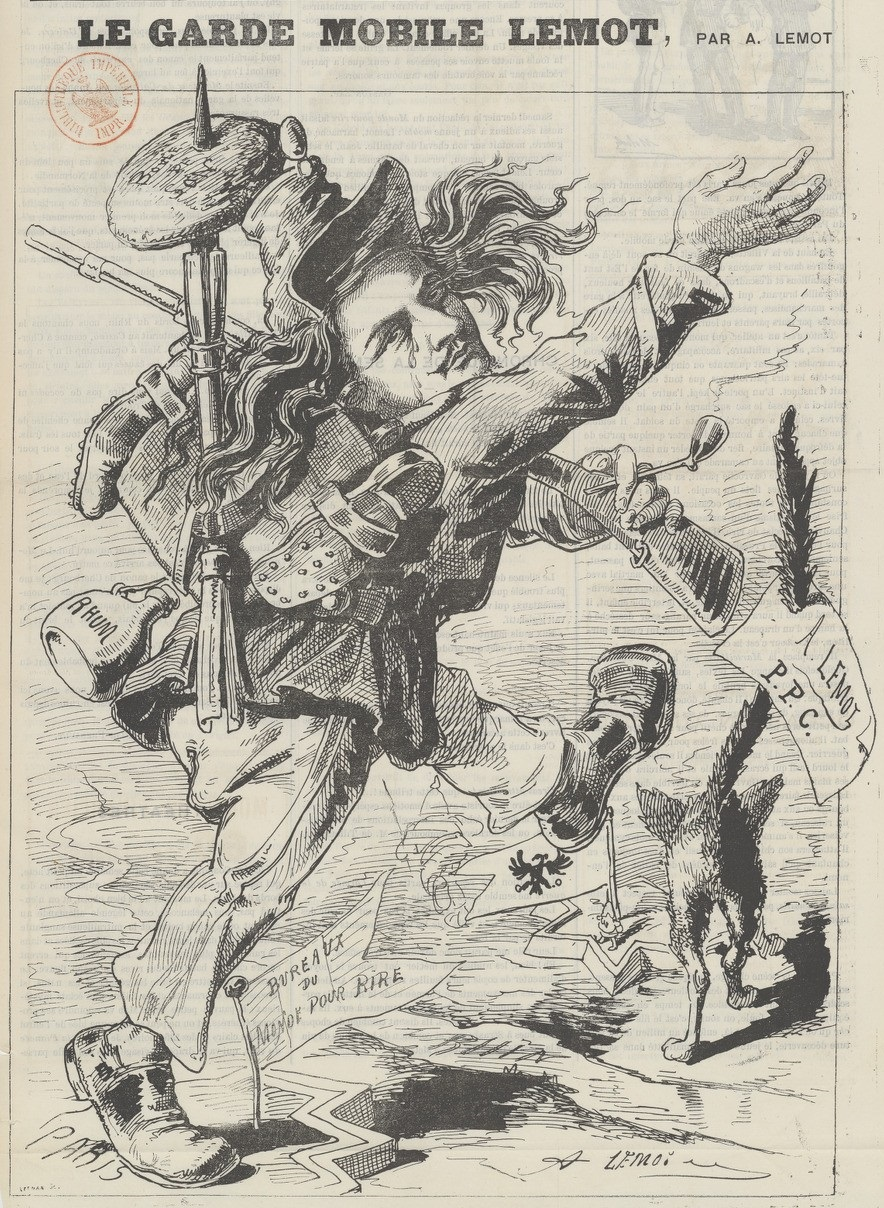
Autoportrait du « moblot » Lemot partant pour la guerre (8 août 1870).

## Collaborateurs

### Dessinateurs
- Achille Belloguet[6]
- Cham[6]
- Henri Demare[6]
- Gédéon[6]
- Albert Humbert[6]
- A. Jann[6] (Albert Coinchon)
- Achille Lemot[6]
- Alfred Le Petit[6]
- Lorentz[6]
- Moloch[6]
- Montbard[6]
- Oulevay[6]
- Pépin[7]
- Pilotell[6]
- Sahib[8]

### Rédacteurs et autres collaborateurs notables
- Étienne Énault[1]
- Élie Frébault[6]
- Edmond Martin[1]
- Abel Menjaud[1]
- Charles Monselet[1]
- Alfred Paz (d)[6] (Gaston Zap)
- H. Sérignan[1]
- Charles Virmaître[6]